# Lipochaeta
Lipochaeta es un género de plantas fanerógamas perteneciente a la familia de las asteráceas.   Comprende 83 especies descritas y de estas, solo 12 aceptadas.

## Taxonomía
El género fue descrito por Augustin Pyrame de Candolle y publicado en Prodromus Systematis Naturalis Regni Vegetabilis 5: 610. 1836.

## Especies aceptadas
A continuación se brinda un listado de las especies del género Lipochaeta aceptadas hasta agosto de 2012, ordenadas alfabéticamente. Para cada una se indica el nombre binomial seguido del autor, abreviado según las convenciones y usos.
- Lipochaeta connata (Gaudich.) DC.
- Lipochaeta degeneri Sherff
- Lipochaeta heterophylla A.Gray
- Lipochaeta integrifolia (Nutt.) A.Gray
- Lipochaeta kawaihoaensis St.John
- Lipochaeta lobata (Gaudich.) DC.
- Lipochaeta niihauensis St.John
- Lipochaeta ovata R.C.Gardner
- Lipochaeta porophila O.Deg. & I.Deg.
- Lipochaeta × procumbens O.Deg. & Sherff
- Lipochaeta rockii Sherff
- Lipochaeta succulenta (Hook. & Arn.) DC